# Deudorix woodfordi
Deudorix woodfordi är en fjärilsart som beskrevs av Druce 1891. Deudorix woodfordi ingår i släktet Deudorix och familjen juvelvingar. Inga underarter finns listade i Catalogue of Life.

## Bildgalleri

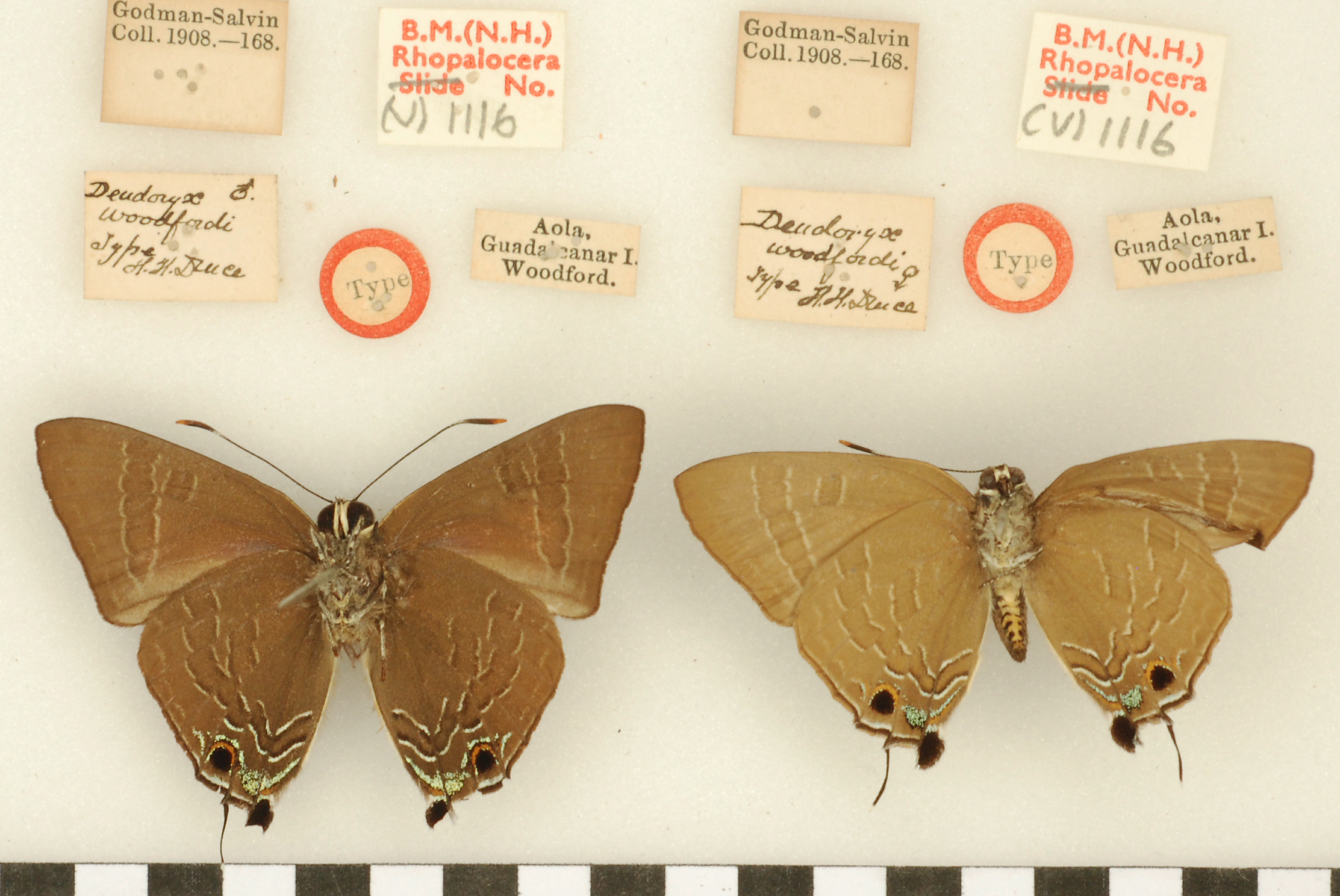
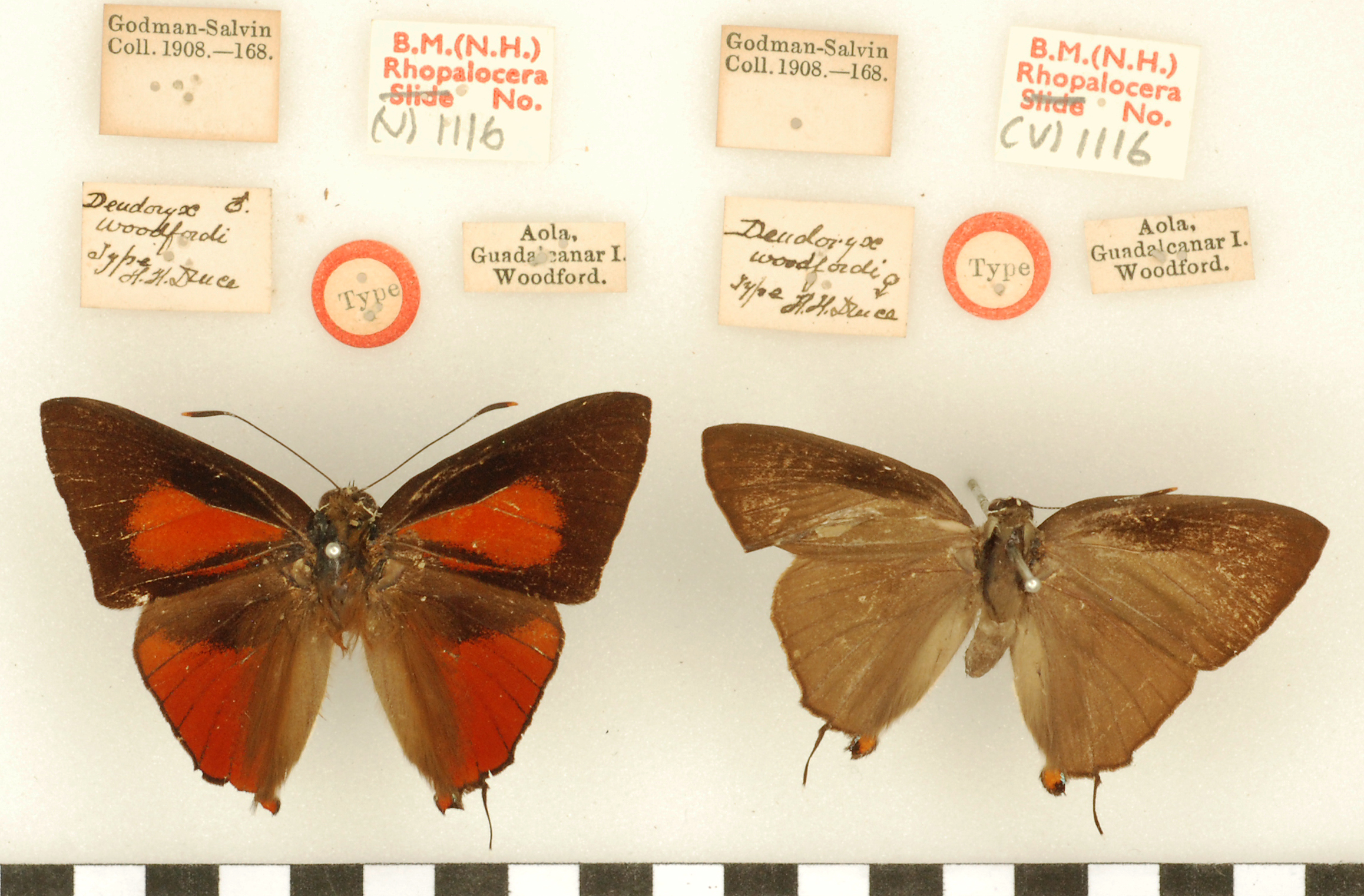